# きみえの!ラジオ虫
きみえの!ラジオ虫（きみえのラジオむし）は、アール・エフ・ラジオ日本で放送されていたラジオ番組である。

## 概要
ラジオパーソナリティは当時日本テレビのアナウンサーだった鈴木君枝。2000年10月にナイターオフの番組としてスタート。いったんは2001年3月でレギュラー放送は終了したが、同年5月からは日曜夜の1時間の単発枠「サンデースペシャル」の中で月1回程度のペースで放送するようになり、タイトルも『きみえの!ラジオ虫 リベンジ』と変更していた。こうして2003年春をもって番組は完全に終了。事実上、同時期に開始された同局のお昼の帯ワイド生番組『日テレラジオ 女子アナミュージックミュージアム』に引き継がれ、大杉は木曜日を担当することになる。

## 放送データ
途中まで定時スタートではなかったが、これは『読売新聞ニュース』を数分間放送していたためである。
- 2000年10月 - 2001年3月･･･毎週土曜日19:05〜20:00
このときはアール・エフ・ラジオ日本のほか、AM岐阜ラジオにもネットされた。
- 2001年5月 - 9月･･･月1回日曜日深夜24:02〜25:00
以降『ラジオ日本サンデースペシャル』枠内で放送
- 2001年10月 - 2002年3月･･･月1回日曜日夜21:30〜22:30
- 2002年4月 - 2003年3月･･･月1回日曜日深夜24:00〜25:00

## 参考資料
- ラジオ番組表2000年秋号〜2003年春号（三才ブックス）